# 二十二碳六烯酸
二十二碳六烯酸（英語：Docosahexaenoic Acid，DHA）是有六個雙鍵的多元不飽和脂肪酸（C22H32O2），是一种ω-3必需脂肪酸。
魚油含有豐富的DHA。大部分在魚類和其他生物的DHA起源於光合和異養微藻。在食物鏈越上層的生物，DHA份量越多。DHA在商業上也可以從微藻和裂殖壶菌属（Schizochytrium）提煉出。使用微藻來生產的DHA是素食。而大多數的動物很少通過代謝生產DHA，雖然α-亞麻酸（ALA）也是一種ω-3脂肪酸，但是ALA轉換成DHA的效率極差，且ALA不能為人體所用，所以DHA必需額外補充。

## 健康
DHA為大腦及視網膜中含量最高的ω-3脂肪酸，佔大腦中多元不飽和脂肪酸的40%，視網膜中多元不飽和脂肪酸的60%，神經元的細胞膜中有50%為DHA。DHA能阻止血小板在血管壁上的沉積，預防或減輕動脈粥樣硬化和冠心病等發生。
有許多研究探訪DHA對腦部的影響。加拿大學者Sheila M. Innis在2007年的論文認為DHA對大腦的發育有重要的影響，
但英國學者在2008年發表的論文指出：「還沒有充份的資料可評估ω-3脂肪酸對認知系統的影響」。

### 懷孕和哺乳
母乳中DHA佔所有脂肪酸的比例從0.07%到超過1.0%不等，平均值約為0.34%。若婦女食用較多的魚類，其母乳中DHA的含量也會較高。魚類及貝類DHA含量高，但其中也會受到微量的汞污染。美國的食品及藥物管理局已提出對於孕婦、計劃懷孕婦女、哺乳婦女及小孩所食用魚類及貝類中汞含量的關切。
最近開始建議孕婦補充DHA，指出有關DHA對於注意力及視力改善的相關研究，並且指出大部份中国的孕婦飲食攝取的DHA都未達到其「建議量」。國際脂肪酸及脂質研究學會（International Society for the Study of Fatty Acids and Lipids）的一個工作小組認為孕婦及哺乳婦女DHA的建議攝取量是每天300 mg，而此階段的婦女每天DHA的消耗量介於45 mg到115 mg之間。March of Dimes組織的建議量則是每天200 mg，其他來源資料也有提出不同的建議量。

DHA营养干预对优生优育，以及婴幼儿健康成长很重要，母亲孕期即开始合理的进行DHA营养干预，更利于优生。
尽管有上述补充DHA的建议，2017年发表的一项妊娠期妇女服用800 mg/day DHA补充剂和安慰剂的随机实验结果表明，在孩子出生后的7年的跟踪过程中，孕期服用DHA补充剂对子女的认知能力并无影响。

## 含DHA的食品／產品
DHA存在於海中的浮游生物（植物）類中，而這些浮游生物被魚類吃下後，DHA便進入魚類體內，在食物鏈中逐層累積：魚體內DHA含量最多的部份則是眼窩的脂肪、其次為魚油，亦有人將其製成魚油。。

## 外部連結
- DHA解惑篇
- 聰明的脂肪酸－DHA
- ChemSub Online : 二十二碳六烯酸 - DHA（页面存档备份，存于）